# Jiří Růžek

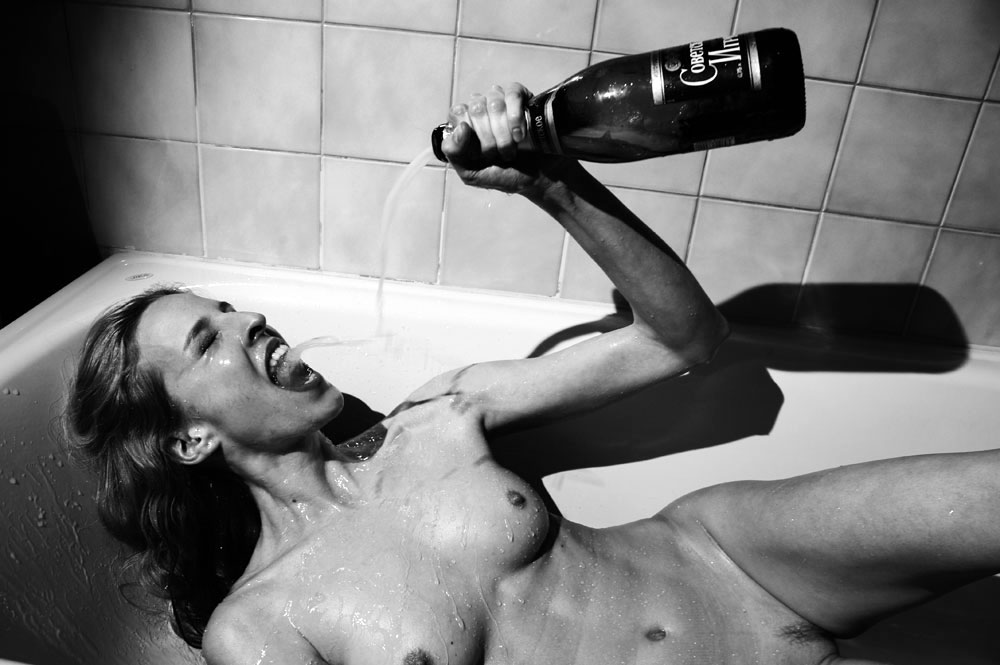
Jiří Růžek: Sovetskoe Igristoe

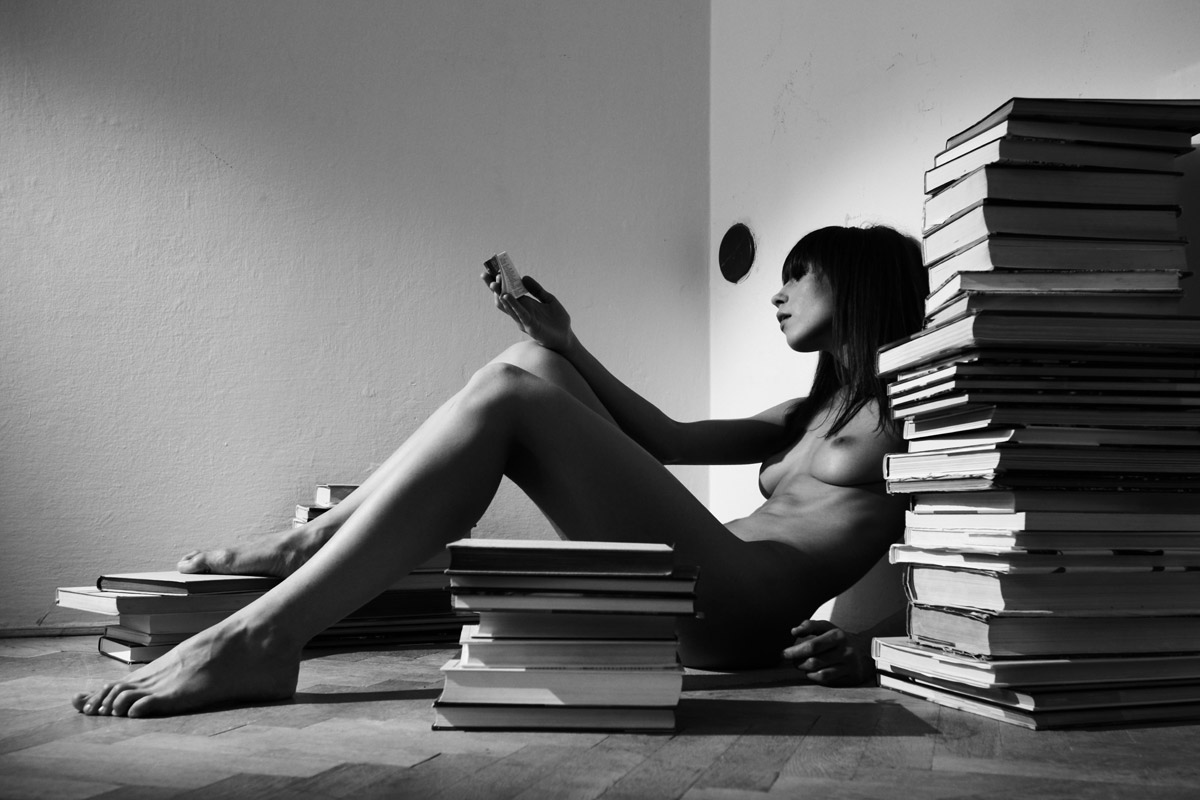
Jiří Růžek: Bookworm, 2010

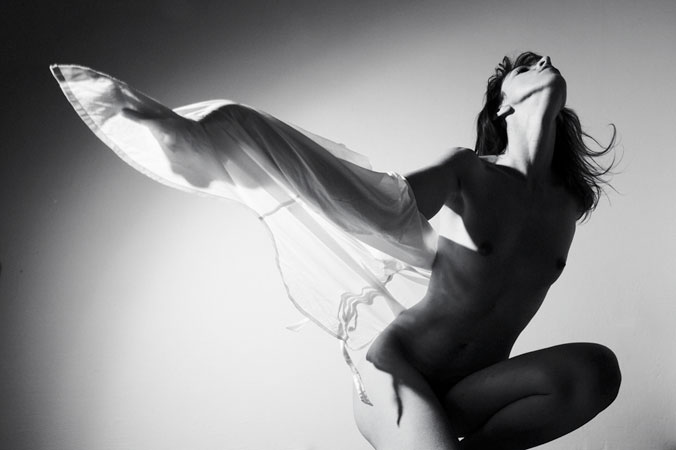
Jiří Růžek: Isis, 2009

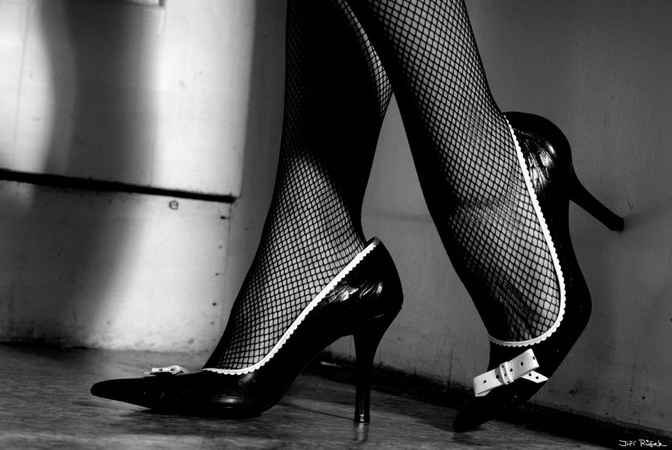
Jiří Růžek: Network, 2007

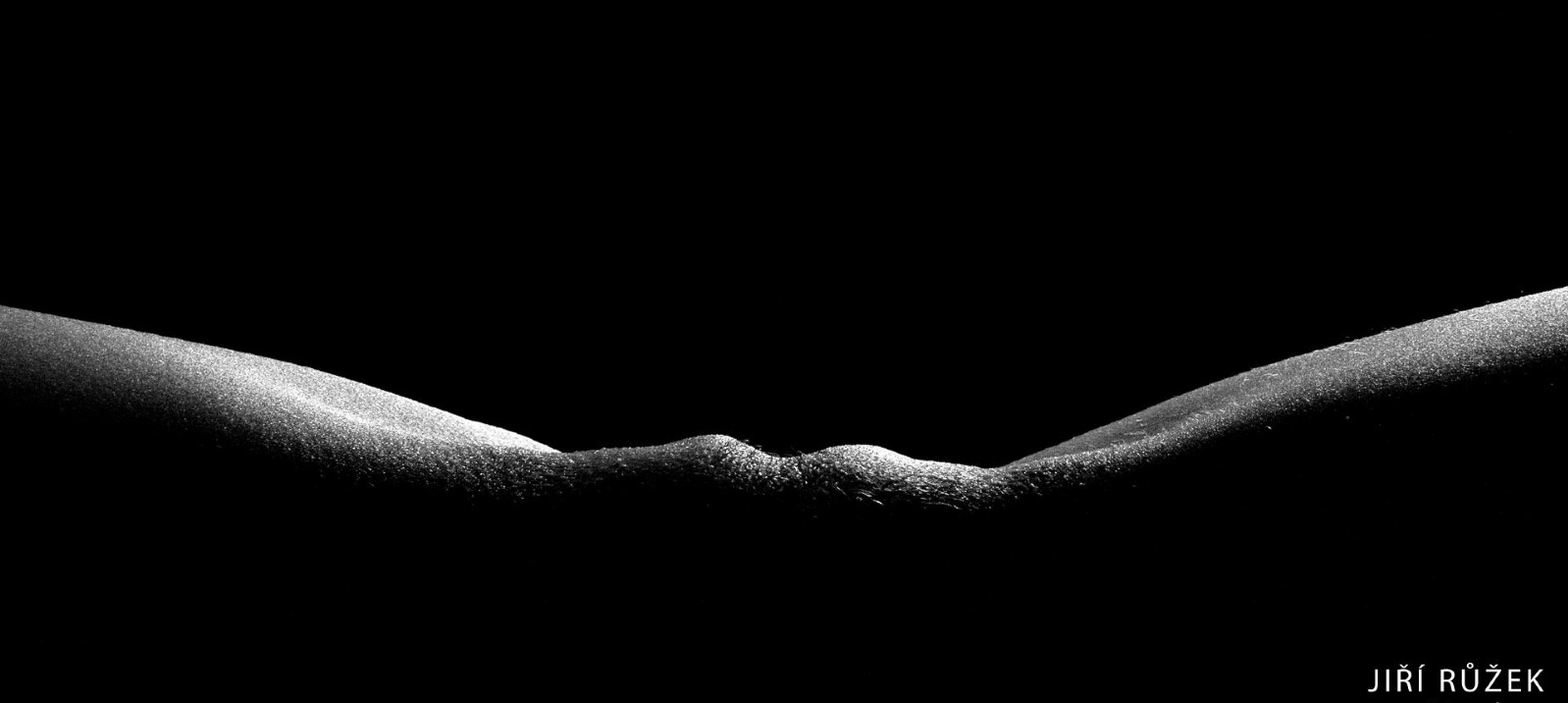
Jiří Růžek: České středohoří, 2006, Akty X (2009) - Első helyezett

Jiří Růžek (Litoměřice, Csehszlovákia, 1967. augusztus 29.–) cseh glamour- és aktfotós.

## Életpályája
1995-ben kezdett el fotózni. 2004 óta Prágába él. Jelenlegi élettársa Ludmila Foblová építész és fényképész.
Tevékenységét főleg a fekete-fehér művészi aktfotóknak szentelte. 2006 óta fényképeit számos nyomtatott és internetes média megjelentette. 2004 és 2005 között a horvát nemzetiségű Tea Hatadival dolgozott együtt egy testfestéssel kapcsolatos portfolión.
Munkája során gyakran készít háromdimenziós fényképeket is (anaglif).
2009 júliusában a České středohoří (Cseh középhegység) névre hallgató képe elnyerte a Reflex magazin Legjobb Aktfotó versenyének első díját.

## Kiállításai
- 1. Holešovická kavárna 2006, Prága
- Jiří Růžek - Akty 2007 (1. Holešovická kavárna Prága)
- Designblok festival 2009 (Superstudio A4 Holešovický pivovar, Prága)[6]
- Prague Photo 2010 (Exhibition Hall Mánes, Prága)[7]
- Jiří Růžek - Holky v altánu/Girls in the Arbor 2010 (Viniční altán, Prága)[8][9]
- Maximální fotografie 2010 (Castle Rudoltice)[10]
- Jiří Růžek - V lůně středohoří 2010 (Photogallery Na Baště Litoměřice)[11]
- Digiforum 2010 (Clarion Congress Hotel, Prága)[12]
- Art For Sue Ryder 2010 (Sue Ryder, Prága)[13]
- Základní Instinkt/Basic Instinct 2010 (Malostranská Beseda, Prága)[14]
- Základní Instinkt/Basic Instinct 2011 (Langhans Gallery, Prága)[15]
- Naked in Algarve, 2011 (Galeria Arte Algarve, Lagoa, Portugália)[16]
- Feira de arte Arte Algarve IV, 2011 (Única - Adega Cooperativa do Algarve em Lagoa, Lagoa, Portugália)[14][17]

## Díjak
- Akty X 2009 - Első helyezett (Legjobb Akt Fotó)[3][18]

## Könyvek
- Transit (2009, Euphoria Factory, Japán) ISBN 978-4-06-379405-2
- Nude Photography (2010, Loft Publications, Spanyolország/Frechmann GmbH., Németország) ISBN 978-84-92731-00-8
- Dame tus ojos (2011, Random House, Spanyolország) ISBN 978-84-253-4574-6
- Fetish Fantasies (2011, Feierabend Unique Books, Németország) ISBN 978-3-939998-77-8
- Pussy Mania (2011, Edition Skylight, Svájc) ISBN 978-3-03766-622-7
- Nude Closeup (2011, Publishers Graphics, USA) ISBN 978-0-9847499-0-4

## Idézetek
- "Egy nő szépsége és lelkének titkai kéz a kézben járnak és nem tudod őket szétválasztani, ha lencsevégre akarod kapni és megmutatni ezt a komplex jelenséget amit nőnek hívnak. .... talán közhelyesen hangzik, de ha Hendrix-et tiszteljük a modern zenei világban, Newton-t is tisztelnünk kell a modern fényképészetben. .... Gondolod van már saját stílusom? :) Szerintem ez egy soha véget nem érő történet és ha úgy gondolom hogy megtaláltam, az lesz a megfelelő pillanat arra hogy abbahagyjam a fotózást." The Universe d'Artistes interview, 2007[19]
- "Mit szeretnék? Fényképet készíteni amire Te is emlékszel." Reflex, 2009